# روثاوات
الروثاوات[بحاجة لمصدر] (الاسم العلمي: Salsoloideae) هي أسرة من النباتات تتبع فصيلة القطيفية من الرتبة القرنفليات.